# Aspichhof
Der Aspichhof ist ein historischer Gutshof in der Gemeinde Ottersweier im Landkreis Rastatt. Der Hof wurde 1265 erstmals urkundlich erwähnt und gehört zu den ältesten, noch existierenden landwirtschaftlichen Anwesen in der Region.

## Geschichte
Der Aspichhof wurde erstmals 1265 als Rebhoff zum Aspach erwähnt. Dem örtlichen Adel, den Rittern von Windeck, diente er als Versorgungsbetrieb und oft auch als beleihbares Wertobjekt. Im Lauf seines Bestehens gehörte er wechselnden Besitzern. Im Pfalzkrieg wurde er 1684 von den französischen Truppen in Brand gesteckt. Der Wiederaufbau des Gutshofes erfolgte nicht mehr an der alten Stelle, die hinter den Reben oberhalb des Ortsteils Aspich lag, sondern an seinem heutigen Platz.
Das heutige Erscheinungsbild stammt aus dem Jahr 1846. Großherzog Leopold von Baden erwarb den Hof und ließ ihn herrenmäßig herrichten. Für den ältesten Sohn Ludwig, der geisteskrank war, musste ein angemessener Platz gefunden werden. Sein Bruder, Großherzog Friedrich, liebte den Hof sehr und erkundigte sich noch im hohen Alter nach den prachtvollen Esskastanien, die beim Hof wachsen.
1902 wurde der Hof an das damals noch junge Pflegeheim Hub verkauft. Über hundert Jahre diente der Hof der Versorgung des Pflegeheims und bot den Heimbewohnern die Möglichkeit der Beschäftigung.

## Heutige Nutzung
Seit 1. Januar 2004 ist der Hof eine eigenständige Gesellschaft, die Aspichhof gGmbH. Mitgesellschafter ist die Klinikum Mittelbaden gGmbH.
Die Struktur des Hofes ist vielseitig. Zum Aspichhof gehören heute eine Molkerei, eine Metzgerei, eine Bäckerei und eine Konditorei, das Café am Park, eine Gärtnerei und ein Betreutes Wohnen.
Der landwirtschaftliche Betrieb bewirtschaftet insgesamt 120 Hektar Grünland, Ackerfläche und Wald. Die Milch der 45 Milchkühe der Rasse Fleckvieh wird in der hofeigenen Molkerei verarbeitet. Neben den Rindern werden auch Schweine in Haltungsform 4 gemästet, die am Bühler Schlachthof geschlachtet und in der eigenen Metzgerei verarbeitet werden. Auf 14 Hektar Fläche erfolgt Weinbau. Neben den Hauptsorten Riesling und Spätburgunder werden die Sorten Cabernet Dorsa, Weißburgunder und Grauburgunder, Müller-Thurgau sowie Sauvignon Blanc angebaut.
Der Gutshof ist seit 2004 ein eingetragener Integrationsbetrieb. Er bietet sowohl Arbeitsplätze nach dem Integrationsmodell als auch Arbeitsangebote für die Werkstätten der Lebenshilfe Bühl und Rastatt. Seit 2015 gibt es auf dem Aspichhof das Angebot des Betreuten Wohnens für Männer mit psychischer Erkrankung.

## Auszeichnungen und Erwähnungen
Der Aspichhof ist Naturpark-Partner des Naturparks Schwarzwald Mitte/Nord.
Außerdem wurde der Aspichhof vom Naturschutzbund Deutschland (NABU) als Schwalbenfreundliches Haus ausgezeichnet.
Der SWR hat schon mehrmals am Aspichhof gedreht. Die Fallers benutzen die Molkerei als Drehort, der Tatort Stuttgart mit Lannert und Bootz drehte mehrere Tage im und um den Hof den Tatort: Zerrissen.